# Guntur Triaji
Muhamad Guntur Triaji (sinh ngày 30 tháng 7 năm 1993) là một cầu thủ bóng đá người Indonesia hiện tại thi đấu cho Persela Lamongan ở Liga 1 ở vị trí tiền vệ 

## Sự nghiệp
Guntur được lựa chọn đại diện cho Indonesia năm 2011 thông qua quá trình tuyển chọn khu vực và quốc gia vào tháng 9 và tháng 10 năm 2010. Anh gia nhập TNI để tham dự Indonesia Soccer Championship A 2016. Trong vòng 7, Guntur có bàn thắng đầu tiên vào lưới Persipura Jayapura.